# تیبی

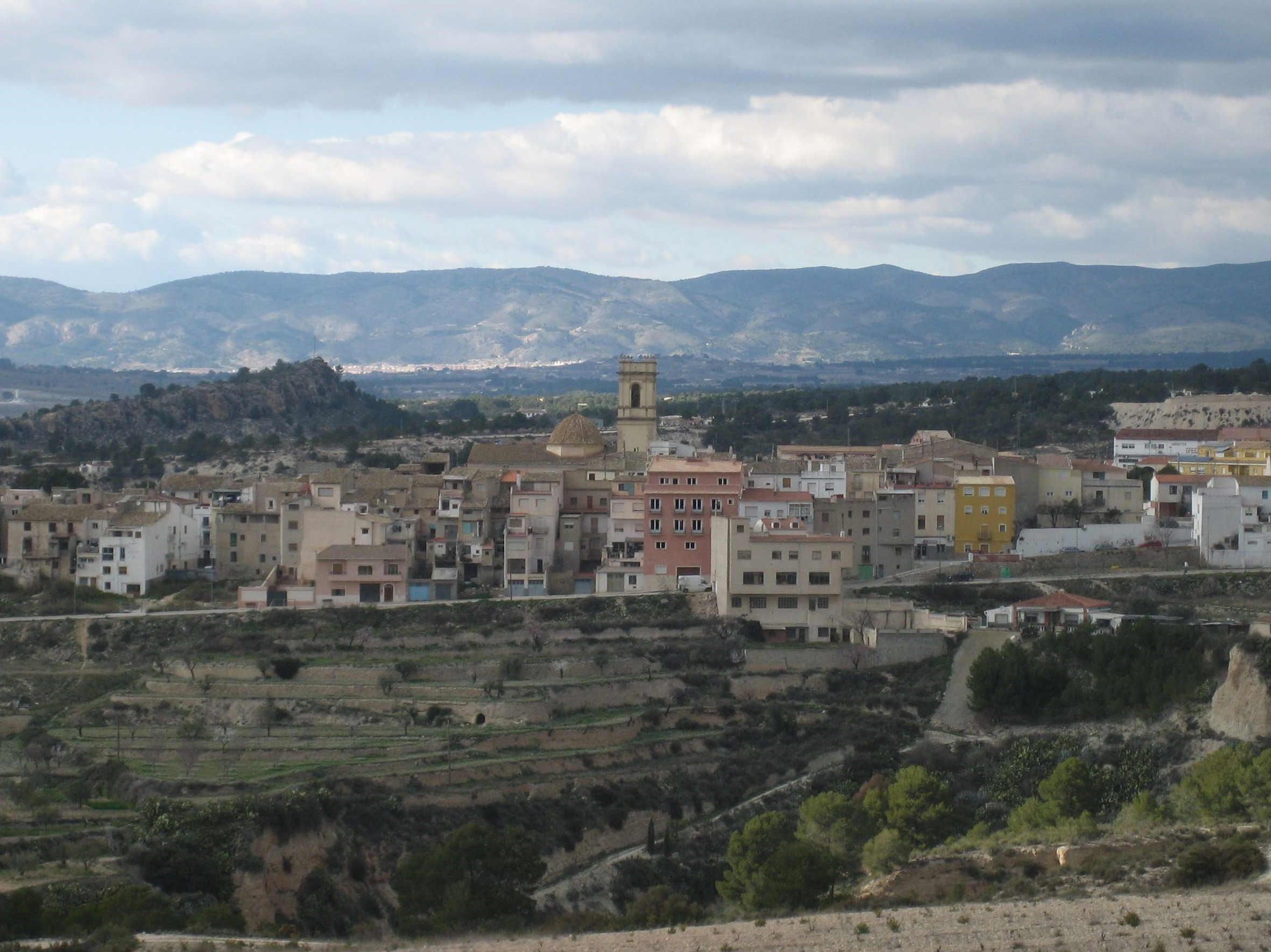
نمایی از دهستان تیبی در استان آلیکانتهٔ اسپانیا – ۲۰۰۶

تیبی دهستانی در استان آلیکانتهٔ اسپانیا است.
در این دهستان ۱٬۵۷۲ نفر زندگی می‌کنند. مساحت این دهستان ۷۰٫۳۶ کیلومتر مربع است.